# Pimplea

Vida de Orfeo.

Pimplea  o Pimpla (griego antiguo Πιμπλεία) fue una antigua ciudad de la parte meridional de la región de Pieria de la Antigua Grecia, ubicada cerca de Díon y el Monte Olimpo, entre la desembocadura del Peneo y el Haliacmón. Pimplea es descrita como un κώμη («barrio, suburbio») de Díon por Estrabón. Su localización posiblemente pueda ser identificada con la moderna ciudad de Agia Paraskevi, próxima a Litochoro.
Tuvo renombre por ser el lugar de nacimiento y primera morada de Orfeo. Se dedicaron muchos manantiales y monumentos a Orfeo y los cultos órficos. También se celebraba el culto a las Musas, bajo el epíteto de Pimpleides (Πιμπληίδες).